# Gudo Gambaredo
Gudo Gambaredo (Gud Gambaree in dialetto milanese, AFI: [ˈɡy ɡambaˈreː]) è una frazione del comune di Buccinasco.

## Geografia fisica

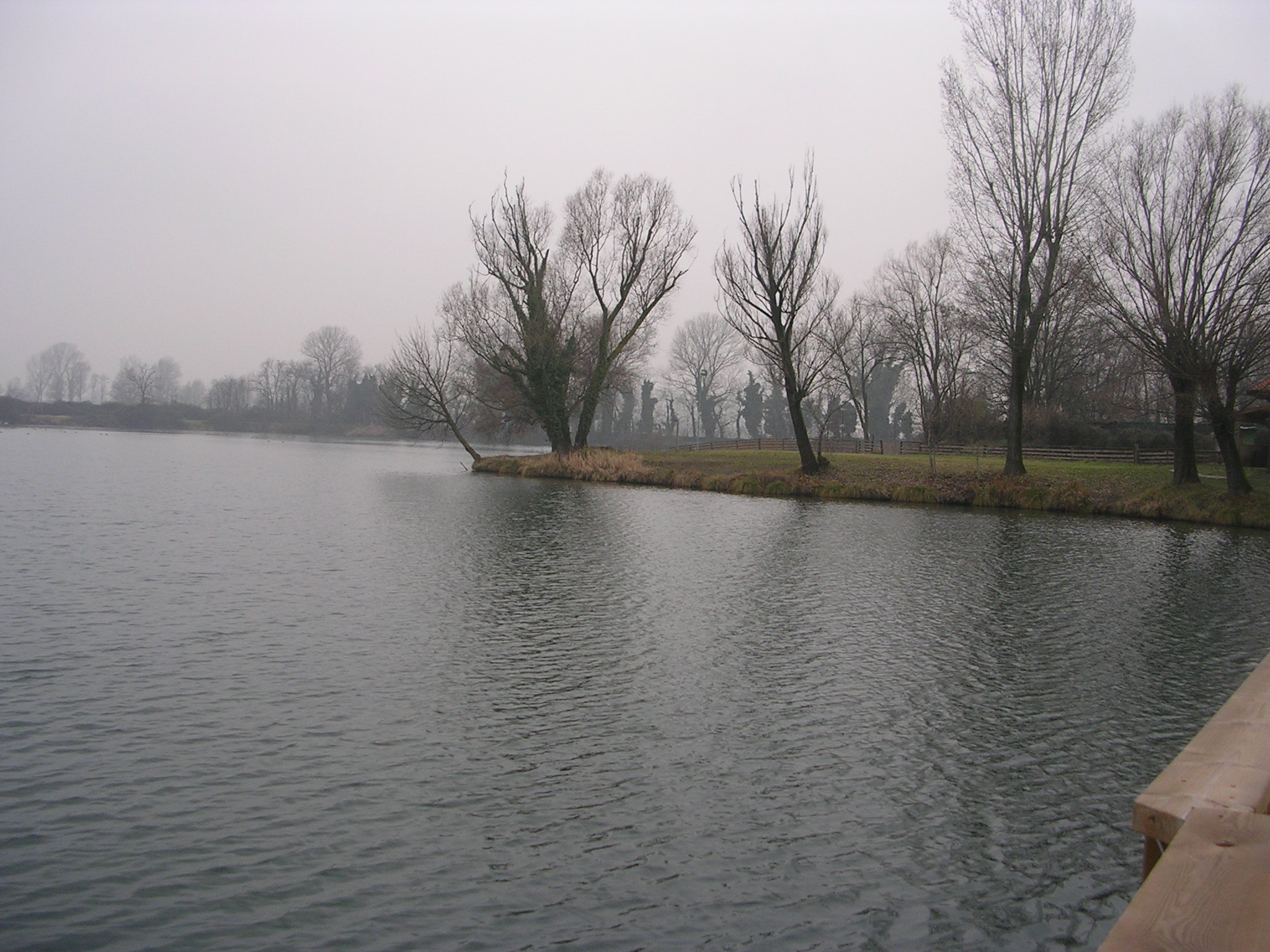
Lago Santa Maria

Gudo Gambaredo costituisce la faccia agricola del comune di Buccinasco. Il suo territorio, che si estende a sud-ovest di Milano, a circa 2 km a sud del centro di Buccinasco, è interamente costituito da campagna, all'interno del Parco Agricolo Sud Milano. Nel territorio di Gudo si trova un piccolo laghetto artificiale, di forma circolare, il lago Santa Maria, ed altri laghetti minori, i laghi Pastorini.

## Storia
Il nome Gudo Gambaredo potrebbe derivare dall'unione di acutus ('pungente') con gambero.
Il comune di Gudo Gambaredo fu inglobato nel 1811 a quello di Corsico, due anni dopo aver assorbito la soppressa Buccinasco. Gli austriaci restaurarono lo status quo ante, salvo poi riproporre nel 1841, a parti invertite, l'unione con Buccinasco, insieme a Rovido e Romano Banco.
Poco dopo l'Unità, nel 1866, il comune di Buccinasco aveva, ai confini dell'epoca, 924 abitanti così ripartiti: Buccinasco Castello 192, Gudo Gambaredo 193, Romano Banco 165, Rovido 135, cascine sparse 239.

## Monumenti e luoghi d'interesse

### Architetture religiose
Il centro del paese è costituito dalla piazza dove si trova la chiesa di San Giovanni Battista, con facciata semplice, color rosso mattone, e rosone e campanile. La chiesa, a navata unica, era decorata con affreschi dei quali solo pochi sono ancora visibili, anche se in cattive condizioni, e quattro finestre decorate a mosaico, con le immagini di santi come Santa Maria Goretti o San Luigi Gonzaga. Sul lato sinistro della chiesa si sviluppa una cappellina minore dedicata alla Madonna col Bambino.

### Architetture civili

#### Cascine
Gudo, data la sua storia agricola, è sempre stata molto ricca di mulini e cascine. Attualmente ve ne sono attive diverse, tra queste le più grosse e famose sono:
- Cascinazza (o Cassinazza): È una cascina che si è trasformata in monastero: il Monastero Benedettino SS. Pietro e Paolo [1]. Tale mutamento avvenne nel 1971 [2] dopo la ristrutturazione del 1970 [3] . I monaci benedettini di questo monastero sono 15 [4]
- Cascina Molinetto;
- Cascina Parazzolo.